# Page 3
Page Three (hoặc Page 3) là một trang báo bao gồm tập hợp các bức ảnh ngực trần của các phụ nữ quyến rũ, thường được in trên trang thứ ba của tờ báo The Sun. Các cô gái làm người mẫu thường xuyên cho trang này được gọi là Các cô gái Page 3. "Trang Ba"và "Trang 3" được đăng ký thương hiệu của News International Ltd, công ty mẹ của tờ báo The Sun, bắt nguồn từ năm 1970. Các trang tương tự được tìm thấy trong tờ báo lá cải của Anh và trên các tờ báo cạnh tranh khác trên thế giới.

## Lịch Sử

### Những ngày đầu
Khi Rupert Murdoch khởi chạy lại tờ báo Mặt trời bị đánh dấu ở định dạng lá cải vào ngày 17 tháng 11 năm 1969, ông bắt đầu công bố những bức ảnh về các mô hình quyến rũ mặc quần áo trên trang thứ ba của mình nhằm giúp tờ báo cạnh tranh với đối thủ chính của nó, Daily Mirror, đang in ảnh của phụ nữ mặc đồ lót hoặc bikini. Phiên bản đầu tiên có Penthouse Pet của tháng đó, Ulla Lindstrom, mặc một chiếc áo sơ mi gợi ý. Những bức ảnh trong năm sau thường mang tính khiêu khích, nhưng không có ảnh khoả thân.
Cho dù đó là biên tập viên Larry Lamb hay Murdoch, người quyết định giới thiệu tính năng này, nhưng vào ngày 17 tháng 11 năm 1970, tờ báo lá cải đã kỷ niệm lần đầu tiên bằng cách xuất bản một bức ảnh của người mẫu 22 tuổi người Singapore Stephanie Khan trong cô " bộ đồ sinh nhật "(tức là trong hình khỏa thân).Một biên tập viên phụ đã đọc sai tên cô ấy là Stephanie Rahn, họ của Đức. Ngồi trên một cánh đồng, được chiếu sáng bởi ánh mặt trời, với một trong hai bộ ngực của cô có thể nhìn thấy từ bên cạnh, Khan được chụp bởi Beverley Goodway, người trở thành nhiếp ảnh gia chính của The Sun cho đến khi anh nghỉ hưu vào năm 2003.Lamb nghĩ rằng những người mẫu nổi bật nên là "những cô gái tốt": anh tin rằng "những cô gái ngực lớn trông giống như những chiếc bánh tart". Trang 3 được dự định là "khoe khoang, không nhếch nhác"; Chris Horrie đã viết vào năm 1995, nó được dự định tương đương với tạp chí Sức khỏe và Hiệu quả tự nhiên hơn là các tựa phim khiêu dâm hàng đầu.
Trang 3 không phải là một tính năng hàng ngày nghiêm ngặt vào đầu những năm 1970. Mặt trời chỉ dần dần bắt đầu làm nổi bật các mô hình trong các tư thế hở ngực quá mức, với núm vú của chúng có thể nhìn thấy rõ. Tính năng này và nội dung khiêu dâm khác của tờ báo nhanh chóng dẫn đến việc The Sun bị cấm ở một số thư viện công cộng. Quyết định đầu tiên được đưa ra bởi một hội đồng bảo thủ ở Sowerby Bridge, Yorkshire, nhưng đã bị đảo ngược sau một loạt các pha nguy hiểm địa phương do tờ báo tổ chức và thay đổi định hướng chính trị của hội đồng vào năm 1971.
Tính năng này được ghi nhận một phần với sự lưu hành gia tăng đã thiết lập The Sun trở thành một trong những tờ báo phổ biến nhất ở Vương quốc Anh vào giữa những năm 1970. [18] Trong nỗ lực cạnh tranh với The Sun, tờ báo lá cải Daily Mirror và Daily Star cũng bắt đầu công bố những hình ảnh về phụ nữ ngực trần. Daily Mirror ngừng chiếu những người mẫu ngực trần vào những năm 1980, coi những bức ảnh hạ thấp phụ nữ.

### Sau giữa những năm 1990
Mặt trời đã thực hiện một số thay đổi về phong cách đối với Trang 3 vào giữa những năm 1990. Nó trở thành tiêu chuẩn để in các bức ảnh màu thay vì đen trắng. Chú thích cho các bức ảnh, trước đây có chứa người tham gia tình dục đôi, đã được thay thế bằng một danh sách đơn giản về tên, tuổi và quê hương của người mẫu. Sau khi thăm dò ý kiến độc giả, The Sun năm 1997 đã đưa ra chính sách chỉ giới thiệu những người mẫu có bộ ngực tự nhiên.
Vào tháng 6 năm 1999, The Sun đã ra mắt trang web chính thức của mình, Page3.com, trong đó giới thiệu cô gái hàng ngày của tờ báo lá cải trong ba tư thế khác nhau, bao gồm cả bức ảnh được xuất bản trong ấn bản in. Vào ngày 1 tháng 8 năm 2013, trùng với sự ra mắt của trang web dựa trên đăng ký Sun +, trang web chính thức chỉ có thể truy cập đối với người đăng ký Sun +.
Trước khi có sự thay đổi về luật năm 2003, các tờ báo lá cải của Anh đôi khi coi các cô gái 16 và 17 tuổi là người mẫu ngực trần. Samantha Fox, Maria Whittaker, Debee Ashby, và những người khác đã gây ồn ào cho các tờ báo trong đó có The Sun khi họ 16 tuổi. Thể thao hàng ngày thậm chí còn biết đếm ngược những ngày cho đến khi nó xuất hiện một cô gái cởi trần vào sinh nhật thứ 16 của cô, như đã làm với Linsey Dawn McKenzie vào năm 1994. Sau năm 2003, độ tuổi hợp pháp của người mẫu ngực trần được nâng lên 18 tuổi.
Trong nhiệm kỳ làm phó tổng biên tập tờ The Sun, Rebekah Brooks lập luận rằng việc hạ thấp lưu hành của tờ báo vì độc giả nữ thấy tính năng này gây khó chịu. Khi cô trở thành biên tập viên nữ đầu tiên của báo lá cải vào tháng 1 năm 2003, cô được kỳ vọng sẽ chấm dứt tính năng này hoặc sửa đổi nó để người mẫu không còn lộ ngực. Tuy nhiên, Brooks đã thay đổi vị trí của mình và trở thành người ủng hộ trung thành của tính năng này. Sau đó, cô đã viết một bài xã luận bảo vệ các nhà phê bình, gọi các người mẫu của mình là "những phụ nữ trẻ thông minh, năng động, xuất hiện trong Mặt trời ngoài sự lựa chọn và vì họ thích công việc này". Nhà báo người giám hộ Hadley Freeman năm 2005 đã cáo buộc Brooks đã "chơi" bằng cách giới thiệu chú thích "Tin tức tóm tắt" (một đoạn ghi các quan điểm biên tập của tờ báo cho mô hình). Chú thích đã bị xóa vào tháng 6 năm 2013 khi David Dinsmore đảm nhận vị trí biên tập viên.

## Các tranh cãi và chiến dịch
Các nhà phê bình thường coi việc hạ thấp và phản đối phụ nữ, một hình thức khiêu dâm nhẹ nhàng không phù hợp để đăng trên một tờ báo quốc gia có sẵn cho trẻ em. Một số nhà vận động tìm kiếm luật pháp để bị cấm. Những người khác, cảnh giác kêu gọi chính phủ kiểm duyệt báo chí, đã tìm cách thuyết phục các biên tập viên và chủ sở hữu tờ báo tự nguyện loại bỏ tính năng này hoặc sửa đổi nó để không còn mô tả một người mẫu nữ hở ngực.
Một khảo sát của YouGov vào tháng 10 năm 2012 cho thấy sự khác biệt rõ rệt về thái độ đối với các độc giả của các tờ báo khác nhau. 61% độc giả của Sun muốn giữ lại tính năng này, trong khi 24% cho biết tờ báo sẽ ngừng hiển thị phụ nữ. Tuy nhiên, chỉ có 4% độc giả của tờ Guardian nói The Sun nên giữ lại Trang 3, trong khi 86% cho rằng nó nên bị bãi bỏ. Cuộc thăm dò cũng cho thấy sự khác biệt đáng chú ý theo giới tính, với 48% nam giới nói rằng nên giữ lại, nhưng chỉ 17% phụ nữ đảm nhận vị trí đó.
Các nhà vận động chính trị cho hành động lập pháp chống lại các nghị sĩ đảng Lao động Clare Short và Harriet Harman, nghị sĩ đảng Dân chủ tự do Lynne Featherstone và nghị sĩ đảng Xanh Caroline Lucas. Mặt trời đã đáp trả các chiến dịch như vậy với sự nhạo báng. Khi Short cố gắng vào năm 1986 để giới thiệu dự luật House of Commons cấm các người mẫu ngực trần từ các tờ báo của Anh, The Sun mang nhãn hiệu "killjoy Clare" của cô. Khi Short làm mới chiến dịch của mình chống lại Trang 3 năm 2004, Mặt trời đã áp mặt cô lên cơ thể của một người mẫu và cáo buộc cô là "béo và ghen". The Sun cũng gán cho Harman một "người cuồng nữ quyền" và Featherstone là "battleaxe" vì lập trường của họ chống lại Trang 3.
Vào tháng 8 năm 2012, Lucy-Anne Holmes, một nhà văn và nữ diễn viên từ Brighton, đã bắt đầu một chiến dịch truyền thông xã hội cơ sở mang tên Không còn nữa với mục đích thuyết phục các biên tập viên của The Sun tự nguyện gỡ bỏ tờ báo khỏi tờ báo. Holmes tuyên bố cô bắt đầu chiến dịch sau khi nhận thấy rằng bất chấp thành tích của các vận động viên nữ của Anh trong Thế vận hội Mùa hè 2012, bức ảnh lớn nhất về một người phụ nữ trong tờ báo bán chạy nhất của quốc gia là "hình ảnh lớn của một phụ nữ trẻ đẹp trong quần lót của cô". Holmes tiếp tục lập luận về các chuẩn mực phân biệt giới tính đã lỗi thời của những năm 1970, miêu tả phụ nữ là đối tượng tình dục, hình ảnh cơ thể của phụ nữ và phụ nữ bị ảnh hưởng tiêu cực, và góp phần vào văn hóa bạo lực tình dục đối với phụ nữ và trẻ em gái. Một số nhà bình luận, chẳng hạn như Kira Cochrane trong The Guardian, đã ủng hộ mục tiêu của Holmes mặc dù các nhà bình luận trong các ấn phẩm như Telegraph và New Statesman đã chỉ trích chiến dịch này, gọi đó là "kiểm duyệt" và "nham hiểm".
Tại hội nghị đảng Dân chủ Tự do vào tháng 9 năm 2012, cựu nghị sĩ Evan Harris với sự hỗ trợ của những người khác, đã ủng hộ chiến dịch của Holmes bằng cách đề xuất một phong trào của đảng để "[giải quyết] việc đưa phụ nữ làm đối tượng tình dục cho trẻ em và thanh thiếu niên bằng cách hạn chế tình dục hình ảnh trên báo và tạp chí lưu hành nói chung theo cùng các quy tắc áp dụng cho phương tiện truyền thông phát sóng đầu nguồn ". Tuy nhiên, lãnh đạo đảng và phó thủ tướng Nick Clegg đã tránh xa chuyển động. Trong một cuộc phỏng vấn trên đài phát thanh vào tháng 10 năm 2012, Clegg cho biết ông không ủng hộ lệnh cấm lập pháp đối với trang 3, tin rằng chính phủ trong một xã hội tự do không nên ra lệnh cho nội dung của các tờ báo. "Nếu bạn không thích nó, đừng mua nó... bạn không muốn có một cảnh sát hay phụ nữ đạo đức ở Whitehall nói với mọi người những gì họ có thể và không thể nhìn thấy", Clegg tuyên bố.
Cuộc điều tra Leveson đã nghe những tranh luận về và chống lại Trang 3. Đại diện của các nhóm phụ nữ (bao gồm cả Đối tượng và Liên minh bạo lực đối với Liên minh Phụ nữ) cho rằng Trang 3 là một phần của văn hóa đặc hữu của chủ nghĩa tình dục lá cải thường được đối tượng hóa và phụ nữ quan hệ tình dục. Cuộc điều tra cũng được nghe lời chứng từ biên tập viên Mặt trời Dominic Mohan, người lập luận rằng "một tổ chức Anh vô thưởng vô phạt" đã trở thành một "phần của xã hội Anh". Báo cáo của Leveson đã kết luận các tranh luận về Trang 3 và sự đại diện của phụ nữ trong báo lá cải nói chung, đưa ra "các vấn đề quan trọng và nhạy cảm đáng được xem xét thêm bởi bất kỳ cơ quan quản lý mới nào".
Vào tháng 2 năm 2013, Rupert Murdoch, chủ tịch và giám đốc điều hành của News International, nhóm phụ huynh của Mặt trời, tuyên bố trên trang mạng xã hội Twitter, ông đang xem xét thay thế một "ngôi nhà nửa chừng", theo đó, sẽ có những bức ảnh quyến rũ mặc quần áo nhưng không phải ngực trần. Vào tháng 6 năm 2013, nghị sĩ đảng Xanh Caroline Lucas đã bất chấp quy định về trang phục của quốc hội để mặc áo phông mang khẩu hiệu "Không còn trang ba" trong cuộc tranh luận của Hạ viện về vấn đề tình dục truyền thông. Lập luận rằng tờ báo Mặt trời nên bị xóa khỏi bán trong Quốc hội cho đến khi nó bỏ tính năng này, cô nói: "... nếu Trang Ba vẫn chưa bị xóa khỏi Mặt trời vào cuối năm nay, tôi nghĩ chúng ta nên hỏi Chính phủ bước vào và lập pháp. " Bộ trưởng Văn hóa Ed Vaizey trả lời bằng cách tuyên bố chính phủ đã không làm

## Kết thúc tính năng
Kết thúc tính năng
Tính năng trên tờ báo Anh được báo cáo là đã bị loại bỏ vào năm 2015 với phiên bản ngày 16 tháng 1 được cho là lần cuối cùng mang tính năng này, sau bài báo ngày 20 tháng 1 trên tờ Thời báo, một bài báo khác của Murdoch, cho biết một quyết định đã được đưa ra để kết thúc Trang 3 trong hóa thân hiện tại.
Vào ngày 22 tháng 1 năm 2015, sau sáu ngày vắng bóng, The Sun đã quay trở lại để xuất bản những bức ảnh chụp các nữ người mẫu ngực trần. Một thông báo xuất hiện trong vấn đề: "Ngoài các báo cáo gần đây trên tất cả các phương tiện truyền thông khác, chúng tôi muốn làm rõ rằng đây là hình ảnh của Nicole, 22, từ Bournemouth. Chúng tôi xin lỗi thay mặt cho Các nhà báo in và phát sóng đã dành hai ngày qua nói chuyện và viết về chúng tôi. " Vào tối ngày 21 tháng 1, Dylan Sharpe, người đứng đầu quan hệ công chúng tại The Sun, đã viết trên phương tiện truyền thông xã hội:" Tôi đã nói rằng đó là đầu cơ và không tin vào báo cáo của những người không liên quan đến Mặt trời. Rất nhiều người sắp trông rất ngớ ngẩn ".
Sự kết thúc rõ ràng của tính năng đã thu hút được nhiều sự chú ý trên báo chí Anh. Clare Short nghĩ rằng việc thả những bức ảnh hở ngực trên Trang 3 của Mặt trời "là một chiến thắng công cộng quan trọng đối với phẩm giá." Như Caroline Lucas đã giải thích trong một bài báo cho tờ Độc lập: "Chừng nào Mặt trời còn có quyền in Ảnh chụp ngực trần kỳ quặc và dành trang khét tiếng cho các cô gái mặc bikini, cuộc trò chuyện chưa kết thúc. " Bộ trưởng kinh doanh Jo Swinson chỉ trích tờ báo, nói rằng quyết định thay thế người mẫu ngực trần bằng phụ nữ mặc bikini không đi đủ xa Sau khi xuất hiện lại mô hình ngực trần sau gần một tuần vắng mặt, Lucy-Anne Holmes đã viết trên phương tiện truyền thông xã hội: "Vì vậy, dường như cuộc chiến có thể trở lại."
Phiên bản ngày 22 tháng 1 đã chứng kiến sự trở lại của một mẫu áo ngực trần, nhưng sự hồi sinh này đã trở thành một lần duy nhất. Mặt trời tiếp tục điều hành trang web, bao gồm nhiều bức ảnh hở ngực của một mô hình khác nhau hàng ngày cho đến ngày 29 tháng 3 năm 2017. Vào khoảng tháng 9 năm 2018, trang web đã bị gỡ xuống và URL của trang web được tạo để chuyển hướng đến trang web của The Sun.
Daily Star đã ngừng tính năng quyến rũ ngực trần của riêng mình vào tháng 4 năm 2019, khi nó quyết định các mô hình của nó sẽ không còn xuất hiện với bộ ngực lộ ra.